# Municipalità locale di Ubuhlebezwe
La municipalità locale di Ubuhlebezwe (in inglese Ubuhlebezwe Local Municipality) è una municipalità locale del Sudafrica appartenente alla municipalità distrettuale di Harry Gwala, nella provincia di KwaZulu-Natal. In base al censimento del 2011 la sua popolazione è di 101.691 abitanti.
La sede amministrativa e legislativa è la città di Ixopo e il suo territorio si estende su una superficie di 1.604 km² ed è suddiviso in 12 circoscrizioni elettorali (wards). Il suo codice di distretto è KZN434.

## Geografia fisica

### Confini
La municipalità locale di Ubuhlebezwe confina a nord con quella di Ingwe, a nord e a est con quella di Richmond (Umgungundlovu), a est con quella di Vulamehlo (Ugu, a sud con quella di Umzumbe (Ugu) e a ovest con quella di Umzimkhulu.

### Città e comuni
- Amakhuze
- Dlamini/Vusathina Mazulu
- Dunge
- Highflats
- Ikhwezi/Lokusa
- Ixopo
- Izimpethu Endlovu
- Jolivet
- Mjoli/Mawushe(Sizwe Hlanganani)
- Nhlavini
- Nyuswa
- Hlutankungu
- Shiyabanye/Nhlangwini
- Ukuthula
- Vukani
- Vumakwenza/Sangcwaba
- Xobho

### Fiumi
- Lufafa
- Mhlabatshane
- Mkomazi
- Mpambanyoni
- Mtwalume
- Mzumbe
- Ndonyane
- Nhlavini
- Xobho